# Goodell Glacier
Goodell Glacier är en glaciär i Antarktis. Den ligger i Västantarktis. Chile gör anspråk på området. Goodell Glacier ligger 50 meter över havet.
Terrängen runt Goodell Glacier är huvudsakligen platt, men norrut är den kuperad. Goodell Glacier ligger nere i en dal.  Trakten är obefolkad. Det finns inga samhällen i närheten.